# Anne Marie af Bourbon-Orléans
Anne Marie d'Orléans, (27. august 1669 – 26. august 1728) var fransk prinsesse, hertuginde af Savoyen samt dronning af Sicilien og Sardinien.

## Dronning af Sicilien og Sardinien
Anne Marie af Bourbon-Orléans var dronning af Sicilien i 1713–1720 og dronning af Sardinien i 1720–1728. Hun var gift med hertug Viktor Amadeus II af Savoyen, senere konge af Sicilien og Sardinien.

## Forældre
Prinsesse Anne Marie var datter af hertug Filip 1. af Orléans og dennes første hustru Henriette Anne Stuart af England og Skotland.

## Efterkommere
Anne Marie og Viktor Amadeus fik seks børn. Den næstældste søn – (Karl Emmanuel 3. af Sardinien-Piemont) – var konge af Sardinien i 1730–1773.
En datter blev gift med kong Filip 5. af Spanien. En anden datter blev gift med prins Ludvig af Frankrig (kendt som le Petit Dauphin). Gennem denne datter blev Anne Marie mormor til kong Ludvig 15. af Frankrig.